# Финн Парк
«Финн Парк» (англ. Finn Park, ирл. Páirc na Finne) — футбольный стадион в городе Баллибофи, используется для проведения футбольных матчей (беговые дорожки отсутствуют). Домашняя арена клуба «Финн Харпс».
Стадион вмещает 7500 мест, 500 из которых оборудованы пластиковыми сиденьями. Стадион находится в плачевном состоянии. В 2008 году было начато строительство нового домашнего стадиона «Финн Харпс». После постройки нового стадиона старый планируется снести.